# アオブダイ
アオブダイ（青武鯛、学名：Scarus ovifrons）は、スズキ目ベラ亜目ブダイ科の魚。岩礁やサンゴ礁に生息する大型魚で、名のとおり青みの強い体色が特徴である。

## 概要
体長は最大90cm。名のとおり体色は青みが強いが、体の各所に赤褐色、白、黒などの斑点が出るものもいる。成魚は頬に白っぽい斑点が出て、前頭部がこぶのように突き出るが、若魚は頬に斑点がなく、額にこぶもない。
歯は上下それぞれが融合して、鳥のくちばしのような形状をしている。これは他のアオブダイ亜科の魚にも共通する特徴で、人間の指を噛み切るくらいの顎の力もあるので注意が必要である。
東京湾、朝鮮半島以南からフィリピンまでの西太平洋に分布し、浅い海の岩礁やサンゴ礁に生息する。ナンヨウブダイやカンムリブダイ（Bolbometopon muricatum ）など、他のアオブダイ亜科の魚が熱帯のサンゴ礁に生息するのに対し、アオブダイは温帯域にも生息する。
食性は雑食性で、藻類、甲殻類、貝類などいろいろなものを食べる。強靭な歯と顎でサンゴの骨格をかじるとされてきたが、これはサンゴではなく、サンゴの枝についた藻類を食べるための行動とみられる。現在のところ、生きたサンゴを餌にするのが確認されたのはアオブダイに近縁のカンムリブダイだけである。
昼間に活動し、夜は岩陰などで眠る。眠る際は口から粘液を出して、自分を覆う薄い透明の「寝袋」を作り、その中で眠る行動が知られている。
また、特徴的な魚だけに、古来から各地方独特の方言呼称もある。

## 人とのかかわり
釣りや網などで漁獲され、食用になるが、前述した強い力の顎や、食中毒に注意する必要がある。本種を狙って釣る人は少なく、イシダイやメジナに混じって釣り上がり、「外道」として扱われることが多い。
日本では1953年から2020年の間に、本種による食中毒で7人が死亡している。本種はスナギンチャクを捕食するためパリトキシンが蓄積されており、内臓を食べてはいけないとされている。また、フグ毒で知られるテトロドトキシンが内臓から検出された事例もある。パリトキシンは加熱や塩蔵によって分解されない。
日本においては、有毒成分を含むことを理由として、アオブダイの販売自粛を求める通知が厚生労働省から発出されている。